# Staffan Vängby
Staffan Oskar Sigfrid Vängby, född 17 juni 1930 i Vallentuna församling, död 4 augusti 2025 i Stockholms Hedvig Eleonora, Stockholms län, var en svensk jurist.
Vängby blev juris kandidat vid Stockholms högskola 1952. Han utnämndes till fiskal i Svea hovrätt 1957, blev assessor 1964 och hovrättsråd 1976. Vängby blev departementsråd i Justitiedepartementet 1971 och rättschef där 1974. Han var justitieråd i Högsta domstolen 1976–1997. Från 1990 var han ordförande på avdelning där.
Vängby har haft uppdrag i olika statliga utredningar. Han var ordförande för värdepappersmarknadskommittén 1987–1989, miljöskyddskommittén 1989–1994 och datalagskommittén 1995–1997. Han var ordförande i Radionämnden 1987–1991 samt har varit ledamot i Socialstyrelsens vetenskapliga råd och i Prövningsnämnden för bankstödsfrågor.